# Pityrogramma schizophylla
Pityrogramma schizophylla là một loài thực vật có mạch trong họ Adiantaceae. Loài này được (Baker ex Jenman) Maxon miêu tả khoa học đầu tiên năm 1922.